# Указ 1821 года

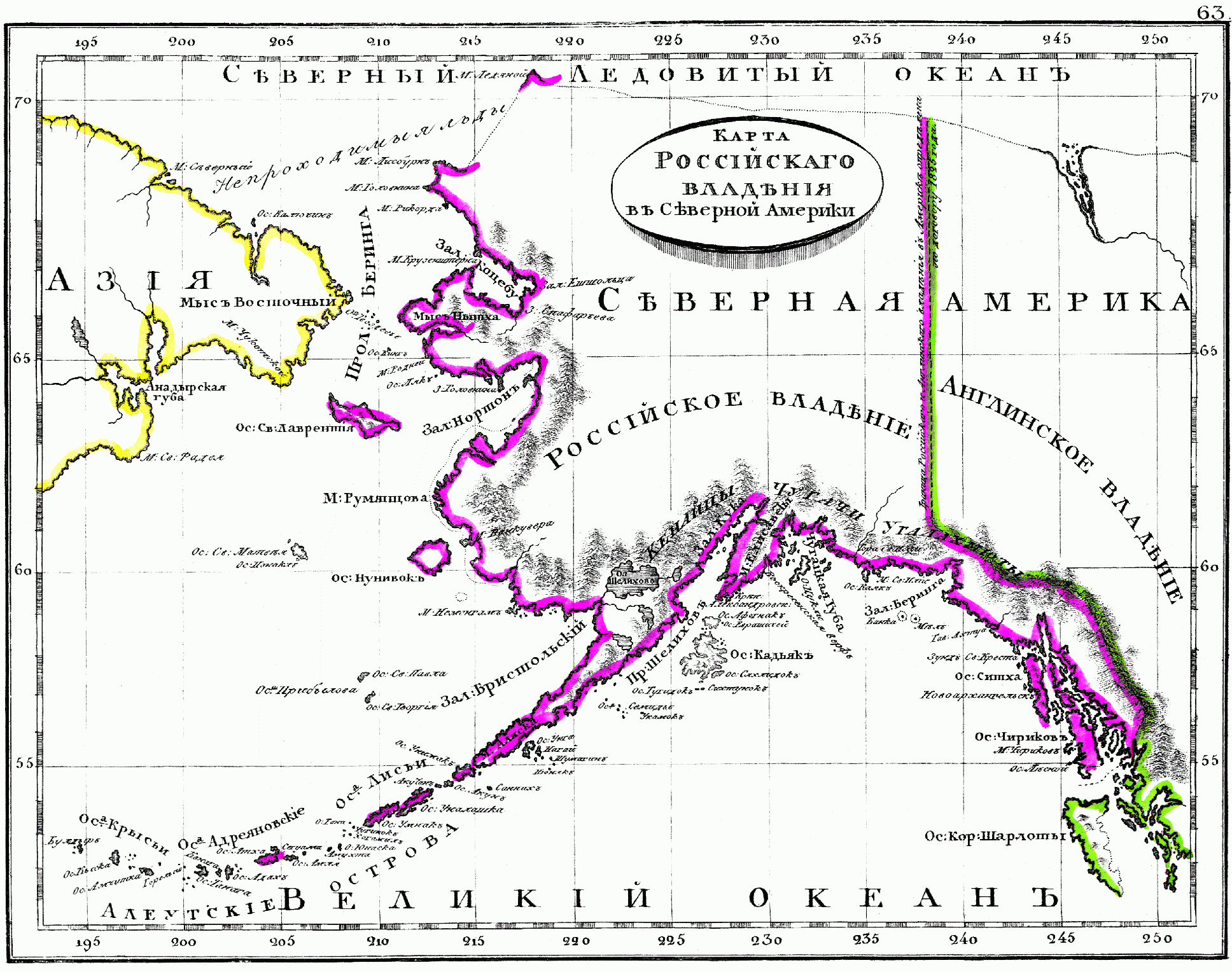
Территория Русской Америки

Указ 1821 года был выпущен императором Александром I 4 (16) сентября 1821 года. По нему происходило расширение российских владений в Америке до 51-й параллели. Указ также регламентировал ведение торговли и осуществление рыбных промыслов представителями других государств на данной территории.

## Предпосылки
В 1799 году была создана Российско-американская компания, которая осуществляла торговлю на территориях Русской Америки, а также рыболовную деятельность. Компания также занималась хлебопашеством и развитием инфраструктуры региона. В 1820 году привилегии компании были продлены ещё на 20 лет. Надзор за её деятельностью был возложен на министра финансов.
Но к 1821 году у компании начали возникать некие проблемы в ведении торговли. Так как она считалась государственной и её доход напрямую пополнял казну, было решено более детально регламентировать правила судоходства в том районе:
| Усмотрев из представленных нам сведений, что торговля наших подданных на островах Алеутских и по берегам Северо-Западной Америки, России подвластным, подвергается разным стеснениям и неудобствам от постоянного и подложного торга, и находя, что главною причиной сих неудобств есть недостаток правил, устанавливающих пределы плавания вдоль сих берегов и порядок приморских сношений как в сих местах, так и вообще по Восточному берегу Сибири и островах Курильских, признали Мы нужным определить сии сношения особенным постановлением при сем прилагаемым. |

## Указ
Указ был подписан 4 сентября 1821 года, о чём имеется запись в хронологическом реестре законов Российской империи. Он состоял из 63 пунктов, подробно регламентирующих:
- Действия капитанов российских и иностранных судов в акваториях региона.
- Полномочия местных властей.
- Судоходные нормы для кораблей иностранных государств.
- Действия всех органов власти и участников конфликта при задержании или гибели иностранного судна.
- Поступление в казну налогов от деятельности иностранных государств в этом регионе.
- Правила создания комиссий и их полномочия при решении каких-либо спорных вопросов.
- Правила стоянки и ремонта в портах Русской Америки и Восточной Сибири.

Указ также закреплял владение Российской империей всеми островами на севере Тихого океана, Аляски и западного побережья Америки. Однако главной целью указа являлось введение правил судоходства и поведения иностранцев в данном регионе, а не расширение владений. Фактически они уже являлись территорией России и до этого, а в данном документе только напоминалось об этом другим государствам.

## Последствия
Единственная попытка исполнения указа произошла в 1822 году, когда американский корабль Pearl был остановлен российским сторожевым судном «Аполлон» на его пути из Бостона в Ситку. Но из-за протестов американского правительства корабль был отпущен с выплатой компенсации за задержку.
Указ вызвал недовольство как США, так и Великобритании. Он стал одним из факторов, побудивших США провозгласить доктрину Монро. Дипломаты утверждали, что американские, британские и французские суда появлялись там задолго до того, как Россия предъявила какие-либо претензии на данную территорию. Великобритания также подчёркивала, что исследования капитана Кука проводились до заявлений России о суверенитете над данной территорией, и что британские корабли были пионерами в меховой торговле задолго до представителей других стран.
Россия, не желая обострять отношения ни с американцами, ни с англичанами, предложила провести трёхсторонние переговоры по урегулированию взаимных претензий. До окончания переговоров российская сторона соглашалась не придерживаться пунктов указа. Вскоре иностранцам был вновь открыт доступ в российско-американские владения вследствие Русско-американской конвенции 1824 года и Англо-русской конвенции 1825 года.